# Horisme rewaensis
Horisme rewaensis là một loài bướm đêm trong họ Geometridae.